# Réseaux sans fil communautaires
 (septembre 2016).
Améliorez-le ou discutez des points à vérifier. 
 (janvier 2019).

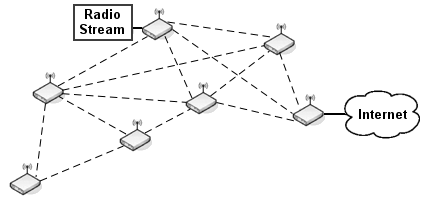
nuage maillé avec un nœud disposant d'une connexion Internet

Les réseaux sans fil communautaires ou projets sans fil communautaires désignent des réseaux informatiques sans fil et les communautés qui les développent, principalement constituées par des passionnés.
Ils consistent en  des réseaux informatiques utilisant des technologies de type réseau local sans fil, profitant du récent développement de technologies standard à faible coût (comme le standard 802.11b appartenant au groupe de normes IEEE 802.11, plus connu sous le nom de Wi-Fi), pour construire des grappes de réseaux, de taille de plus en plus grande, à l'échelle de villes.
Certains de ces réseaux sont utilisés pour être reliés à Internet, en particulier quand des individus possèdent et partagent des accès illimités à Internet par ADSL et/ou par câble, pour un coût fixe. Quand un tel accès est indisponible ou cher, les réseaux sans fil communautaires peuvent constituer une alternative partielle à faible coût (les seuls coûts supportés sont le matériel et son alimentation électrique).

## Historique
Des projets de réseaux communautaires ont commencé à voir le jour à partir de 1998 avec la disponibilité de matériel 802.11 et se sont répandus progressivement dans des villes situées dans le monde entier. À la mi-2002, la plupart de ces réseaux étaient toujours à l'état embryonnaire, avec de petits groupes de gens qui expérimentaient et s'interconnectaient peu à peu les uns aux autres. À partir de la mi-2005, les réseaux communautaires sans fil sont devenus très populaires et se sont mis à exister dans de nombreuses villes. De tels réseaux ont très vite présenté une topographie distribuée plutôt qu'arborescente et ont dans la plupart des cas démontré leur potentiel de remplacement des  épines dorsales vulnérables et embouteillées du réseau Internet par fil. La plupart des réseaux sans fil communautaires sont désormais coordonnés à l'échelle d'une ville par des groupes d'utilisateurs qui partagent gratuitement les informations et aident les autres à utiliser Internet.

## Parenté

### Radioamateurisme
Sous plusieurs aspects (intérêt technique, expérimentation radioélectrique), ces projets présentent une parenté avec la pratique du radioamateurisme et plus spécifiquement d'une technique de transmission de données informatiques par ondes radio connue sous le nom de packet-radio, même si les membres des réseaux sans fil communautaires (alias wifistes) ne sont pas reconnus comme des radioamateurs.
C'est aussi des radioamateurs que les membres des communautés de réseaux sans fil s'inspirent pour la réalisation des antennes nécessaires à un réseau sans fil performant. La plus célèbre d'entre elles est un type particulier d'antenne cornet, prenant pour base une boîte de conserve en acier étamé.

### Communauté du logiciel libre
Les réseaux sans fil communautaires trouvent aussi leurs origines dans la communauté du logiciel libre, dans sa culture de l'expérimentation et du partage de l'information. Les groupes d'utilisateurs organisés autour de leurs réseaux offrent un lieu d'apprentissage, d'échange et de mise à disposition d'informations techniques permettant l'exploitation et la maintenance du réseau. La communauté offre aussi parfois à ses membres l'accès à l'information grâce au partage ou à la mutualisation de leur connexion personnelle à Internet.

## Réseaux communautaires en France
- Free Wifi
- SFR WiFi
- Orange wifi
- Bouygues Telecom Wi-Fi
- Allier Wireless
- Antrasite Sans Fil
- Wifi Conflent
- Caen Sans Fil
- Clermont Sans Fil
- Fédération France Wireless
- Incrédibulle
- Lille sans fil
- Toulouse Sans Fil
- Wifi Montauban
- Rouen-Wireless
- Paris-SansFil - Abandonné
- cafes-wifi, Paris
- Montpellier Wireless
- Strasbourg Sans Fils
- Lozère Wireless
- Grenoble Wireless
- Wi-Fi Alpes
- Les Orres Sans Fil
- Nord Charente Wireless
- Vienne-Glane Haut-Débit Solidaire" 87 - association en activité (janvier 2021) - site web abandonné.
- Ail-Network du Pays d'Autan, Mazamet, Tarn 81
- Carbodebit, Association pour le haut débit dans la vallée de l'Agout - Carbes Tarn 81

## Réseaux sans fil ruraux en France

### Réseaux associatifs
Dans les zones rurales françaises, et particulièrement dans les zones montagneuses, l'accès à Internet par Wi-Fi est parfois la seule solution d'accès disponible. Au moins 600 000 foyers et entreprises françaises seraient concernés. Cette carence du réseau filaire classique a donné lieu à la création de réseaux communautaires ruraux sur le modèle des réseaux communautaires urbains, mais répondant spécifiquement au besoin de l'accès à Internet. Ces réseaux associatifs, sont aujourd'hui rassemblés pour la plupart dans un collectif nommé RAN (Rural Area Network), basé sur une liste de diffusion, fondé par Didier Lebrun (Vaour), Sylvain Lacaze (Quercy) et Thomas Gassiloud (Pomeys).
Après une phase propice aux expérimentations subventionnées par différents organismes publics (DATAR, collectivités locales, LEADER+) s'étalant de 2001 à 2004 environ, la mise en œuvre de ces réseaux sans fil locaux à l'échelle communale ou intercommunale est entrée dans une phase de commercialisation.

### Opérateurs Wi-Fi locaux
Depuis 2005, des PME sont apparues sur ce créneau, proposant de multiples services allant de la vente de matériel en passant par l'installation jusqu'à la fourniture d'accès à Internet sur ces réseaux locaux sans fil. Leur point commun est souvent d'occuper une zone géographique limitée, ceci permettant une meilleure connaissance des caractéristiques du territoire.
Les pionniers se nomment Nomotech (Manche), Alsatis (territoire National), Nostre païs (Sud-Ouest), Numéo (Savoie).
Plusieurs opérateurs associatifs issus de l'expérience des RAN ont créé des sociétés commerciales afin de proposer des solutions de déploiement clés en main aux particuliers et aux collectivités locales concernées par la carence du réseau filaire utilisant la technologie ADSL.

## Réseaux communautaires dans le monde

### Afrique

#### Afrique du Nord
- Agadir, Maroc Hotspot.ma, Dcheira, CasaBlanca
- Alger, Algérie " Wi-Ci " le Wi-Fi Outdoor  accessible à la Grande Poste, au Palais des Expositions de la SAFEX et l’hôpital Nafissa Hamoud (Ex-Parnet) et environ 50 campus universitaires à travers le pays bénéficiant de " Wi-Ci "[2]

#### Afrique de l'Ouest
- Cotonou Wireless User Group
- Yocanet Wireless and hotspot in Cameroon
- VIRTU@L CYBER, BUROCI Sarl - Abidjan, Cocody RCI

#### Afrique du Sud
- Community Owned Information Network, South Africa
- Durban, South Africa. Durban Wireless Community
- Pretoria Wireless Project
- Johannesburg Area Wireless User Group
- Cape Town Wireless User Group

### Amérique du Nord

#### États-Unis d'Amérique
- Downtown Wi-Fi Zone, Tucson, AZ
- City Heights Wireless Network, San Diego, CA
- FREE WiFi Downtown San Jose, CA
- Hayward Downtown Wi-Fi Hot Spot, Hayward, CA
- Alameda Wireless, Alameda, CA
- SoCalFreeNet, San Diego, CA
- NoCatNet, Sonoma County, California,
- Newbury Open, Boston, MA,
- DetroitCONNECTED, Detroit, MI
- Detroit Wireless Project, Metropolitan Detroit, MI
- NYCwireless, New York City, NY,
- Public Internet Project, New York City, NY,
- Atlanta FreeNet, Atlanta, GA
- Champaign-Urbana Community Wireless Network, Champaign-Urbana, Illinois
- BARWN, Bay Area, California,
- BAWIA, Boston Area Wireless Internet Alliance,
- BAWUG, San Francisco
- Dowza Directory & Community, Global - Free & Provider Listings
- GuerillaNet
- Hillsdale CoolCities, Hillsdale, Michigan
- Wireless Community Networks, Chicago, IL
- Lawrence Freenet Community Network, Lawrence, Kansas
- La Canada Wireless Association, Santa Fe, NM
- PDX Wireless, Portland, OR
- Personal Telco, Portland, OR
- Seattle Wireless
- SFLAN, San Francisco
- Wireless Philadelphia, Philadelphia, PA
- Austin Wireless, Austin, TX
- San Francisco Wireless

#### Canada
- British Columbia Wireless Network Society, British Columbia, Canada
- Île sans fil, Montréal (Québec) Canada,
- Toronto Wireless Community Network
- Wireless Nomad, Ontario, Canada
- Fred-eZone, Fredericton, New Brunswick, Canada
- ZAP Québec, Québec, Québec, Canada
- ZAP Sherbrooke, Sherbrooke, Québec, Canada
- ZAP Bas-Saint-Laurent, ZAP Bas-Saint-Laurent (ZAPBSL), Québec, Canada
- ZAP Montérégie, Québec
- ZAP Saguenay, Saguenay / Lac Saint-Jean, Québec, Canada
- Centre-du-Québec-sans-fil, Québec
- Shawinigan sans fil, Shawinigan, Québec, Canada

### Amérique du Sud
[source insuffisante]

### Australie et Océanie

#### Australie sud
- Air-Stream, Adelaide
- Southern-WiFi, Southern Adelaide

#### Victoria, Australie
- Ballarat Wireless
- Bendigo Wireless
- Melbourne Wireless
- Geelong Wireless

#### New South Wales, Australie
- Bathurst Wireless,
- Sydney Wireless, Sydney

#### Queensland, Australie
- Darling Downs Wireless, Toowoomba
- Brishmesh - Brisbane
- Cairns Wireless

#### Canberra Territory, Australie
- Air.Net Canberra

#### Australie occidentale
- WAFreeNet, Perth
- E3, Perth

#### Tasmanie, Australie
- TasWireless, Tasmania

#### Australie nord
- The Mesh, Darwin
- Darwin Wireless, Darwin

#### Nouvelle-Zélande
- NZWireless, New Zealand
- New Zealand Wireless
- Yobbo Wireless Community

### Europe

#### Allemagne
- Freifunk (sélection)
  - Freifunk.net; Förderverein freie Netzwerke e.V., Berlin (pour toute l'Allemagne)
  - Freifunk Rheinland e.V., Rhénanie, Allemagne occidentale
  - Verbund freier Netzwerke Nordrhein-Westfalen e.V., Wermelskirchen, Rhénanie-du-Nord-Westphalie, Allemagne
  - Freifunk Potsdam e.V., Potsdam, Allemagne
  - Opennet Initiative e.V., Rostock, Mecklembourg, Allemagne
  - Freifunk Dreiländereck e.V., Tripoint Allemagne-France-Suisse, Rheinfelden, Bade-Wurtemberg, Allemagne
  - Freifunk Stuttgart e.V., Stuttgart, Bade-Wurtemberg, Allemagne
- Bürgernetz
  - Förderverein Airnet Erzgebirge e.V, Monts Métallifères, Allemagne
- Autres
  - Netzkultur Aachen, Alsdorf-Ofden, Région urbaine d'Aix-la-Chapelle, Allemagne (Réseau san fil par voie de Freifunk.)

#### Portugal
- WirelessPT, Moitas Venda, Portugal

#### Autriche
- Funkfeuer, Vienne, Autriche

#### Belgique
- ReseauCitoyen

#### Bosnie-Herzégovine
- wireless.ba, United wireless communities in Bosnia
- saWireless, Sarajevo
- Viwa net, Visoko
- BLwireless, Banjaluka
- mo-wireless, Mostar

#### Croatie
- RiWireless, Rijeka
- WirelessKZ, Krizevci
- ZGWireless, Zagreb
- Me_imurje Wireless, âakovec
- Extreme Wireless, VaraÏdin
- OSWireless, Osijek

#### Espagne
- MadridWireless, Madrid, Spain
- RedLibre, Spain
- TorreviejaWireless, Torrevieja, Spain
- Guifi.net, Worldwide, Main implantation so far in Catalonia and Valencia.
- Mataró Sensefils, Mataró, Catalonia, Spain

#### Finlande
- OpenSpark

#### Grèce
- Athens Wireless Metropolitan Network, Athens
- HSWN|Heraklion Student Wireless Network, Heraklion
- Ioannina Wireless Network, Ioannina
- Patras Wireless Network, Patras
- SKIATHOS Wireless Network, Skiathos

#### Pays-Bas
- Wireless Leiden, Leiden, Netherlands
- Amsterdam Network Collective, Amsterdam, Netherlands

#### Hongrie
- Hungarian Wireless Community, Budapest

#### Israël
- Arig, Israel's Community Mesh Network.

#### Irlande
- WestNet, Mayo, Galway, Clare, Limerick
- IrishWAN, All-Ireland community radio project

#### République tchèque
- CZFree.Net, Czech Republic

#### Royaume-Uni
- Neoeon, Holderness & Humber,
- piertopier.net, Brighton,
- Bristol Wireless, Bristol,
- Cambridge Matrix, Cambridge,
- Arwain.net, Cardiff,
- South Witham Broadband, Lincolnshire,
- Wireless wirelan, London,
- Consume the Net, London,
- Manchester Wireless, Manchester
- TottonWireless.net, Totton,

#### Serbie et Monténégro
- Lozničani Community, Loznica
- BG Wireless, Belgrade
- NS Wireless, Novi Sad
- MCN Wireless, Kraljevo
- AbakusNet, Stara Pazova

#### Suède
- Elektrosmog, Stockholm

#### Suisse
- ALPHANET, Cernier (NE) et son sous-projet RINE (Chaumont, Fontainemelon, Fenin, Cernier)
- sfnet, Genève

### Entreprises proposant des offres de réseaux communautaires
- Attilog
- FON (Espagne)
- Meraki (États-Unis)
- Noodo (France)